# Atonement (Immolation)
Atonement è il decimo album in studio del gruppo death metal statunitense Immolation, pubblicato nel 2017.

## Tracce
1. The Distorting Light – 3:14
2. When the Jackals Come – 3:54
3. Fostering the Divide – 3:27
4. Rise the Heretics – 3:41
5. Thrown to the Fire – 4:04
6. Destructive Currents – 4:26
7. Lower – 4:01
8. Atonement – 4:32
9. Above All – 4:55
10. The Power of Gods – 3:58
11. Epiphany – 4:22
12. Immolation – 4:13

## Formazione
- Ross Dolan – basso, voce
- Alex Bouks – chitarra
- Robert Vigna – chitarra
- Steve Shalaty – batteria